# ناحیه ویتلند، شهرستان فایت، ایلینوی
ناحیه ویتلند (به انگلیسی: Wheatland Township) یک منطقهٔ مسکونی در ایالات متحده آمریکا است که در شهرستان فایتی، ایلینوی واقع شده‌است. ناحیه ویتلند ۱۷۸ متر بالاتر از سطح دریا واقع شده‌است.